# Kurt Wünsche
Kurt Wünsche, né le 14 décembre 1929 à Obernigk et mort le 14 juin 2023 à Berlin, est un juriste et homme politique est-allemand. Il est ministre de la Justice de 1967 à 1972 et brièvement en 1990.

## Biographie
Kurt Wünsche étudie aux écoles primaire et secondaire de Dresde. Il adhère en 1946 au Parti libéral-démocrate d'Allemagne (LLPD) et est jusqu'en 1951 responsable du parti à Dresde ainsi que député au Parlement de Saxe. De 1951 à 1954, il occupe des fonctions au sein de l'exécutif du parti. Lors de l'insurrection de juin 1953 en Allemagne de l'Est, il est soupçonné d'y être impliqué et est incarcéré par le ministère de la Sécurité publique. En 1954, il devient membre de la commission des questions politiques du LLPD, puis secrétaire, vice-secrétaire général et à partir de 1967, vice-président du LLPD.
De 1954 à 1959, il suit des cours par correspondance à l'Académie allemande de sciences politiques et juridiques Walter Ulbricht à Potsdam et coécrit avec Manfred Gerlach Funktion und Entwicklung der Liberal-Demokratischen Partei Deutschlands im Mehrparteiensystem der Deutschen Demokratischen Republik, qui est récompensé. De 1954 à 1972, il est député à la Chambre du peuple, puis membre du comité de la jeunesse et de la commission juridique. En 1965, il devient vice-président du Conseil des ministres, puis ministre de la Justice en 1967. Il démissionne en 1972 en raison de conflits sur les questions du système juridique et la nationalisation des entreprises privées et semi-publiques. En 1982, il contribue à écrire des manuels scolaires, comme Principes fondamentaux de justice. Il est également alors professeur de droit à l'université Humboldt de Berlin. Du 13 janvier au 16 août 1990, il est de nouveau ministre de la Justice au sein des cabinets Modrow et de Maizière.

## Distinctions
Kurt Wünsche est décoré en 1965 de l'ordre du Mérite patriotique, et, en 1969, de la Bannière du Travail.

## Sources
- (de) Cet article est partiellement ou en totalité issu de l’article de Wikipédia en allemand intitulé « Kurt Wünsche » (voir la liste des auteurs).